# Усманов, Джурахан
Усманов Джурахан (Джуразан, Джурахон) (1923—1945) — участник Великой Отечественной войны, помощник командира взвода 237-го стрелкового полка 69-й Краснознамённой Севской стрелковой дивизии 65-й армии Центрального фронта. Герой Советского Союза (1944). На момент присвоения звания Героя — старший сержант, впоследствии — гвардии лейтенант.

## Биография
Родился 12 февраля 1923 года в кишлаке Сават Хавастского района ныне Сырдарьинской области Узбекистана в крестьянской семье. По национальности узбек. Окончил неполную среднюю школу. Был секретарём комсомольской организации колхоза имени Ф. Э. Дзержинского.
В Красную Армию призван в 1942 году. В действующую армию направлен в марте 1942 года. Дослужился до помощника командира взвода 237-го стрелкового полка. Член ВКП(б) с 1943 года.
В ночь на 29 сентября 1943 года взвод лейтенанта Озерова форсировал реку Сож в районе села Карповка Лоевского района Гомельской области Белоруссии. Удалось переправиться через реку и занять небольшой плацдарм. Вражеские войска отчаянно наступали, провели более тридцати контратак. Из группы переправившихся осталось только девять человек. Кончались боеприпасы. Во время очередного затишья Джурахан Усманов предложил собрать патроны и гранаты на поле боя. Собранного отбивающимся хватило до поступления подкрепления, которое вынесло израненных воинов с поля боя на руках.
Указом Президиума Верховного Совета СССР «О присвоении звания Героя Советского Союза генералам, офицерскому, сержантскому и рядовому составу Красной Армии» от 15 января 1944 года за «образцовое выполнение боевых заданий командования на фронте борьбы с немецкими захватчиками и проявленными при этом отвагу и геройство» старшему сержанту Усманову Джурахану присвоено звание Героя Советского Союза с вручением ордена Ленина и медали «Золотая Звезда» (№ 1659).
После боёв на сожинском плацдарме Джурахан Усманов окончил краткосрочные армейские курсы младших лейтенантов и вернулся в свою дивизию на должность комсорга батальона. Участвовал в боях на правом берегу Днепра, освобождал белорусское Полесье в ходе Калинковичско-Мозырской операции. 15 марта 1944 года он по болезни был эвакуирован в полевой подвижный госпиталь № 4319, а после излечения направлен в 44-ю гвардейскую стрелковую дивизию на должность комсорга батареи 49-го гвардейского отдельного истребительно-противотанкового дивизиона. В конце 1944 года гвардии лейтенант Усманов был тяжело ранен и отправлен в эвакуационный госпиталь № 1264 (город Ташкент), где от развившихся в результате ранения осложнений 14 февраля 1945 года скончался.
Похоронен в родном кишлаке.
Память
- Герой Советского Союза Джурахан Усманов навечно зачислен в списки воинской части.
- Именем славного сына узбекского народа названы школа в его родном кишлаке и улица в посёлке Хаваст Сырдарьинской области.
- Памятник-бюст герою установлен в Ташкенте в мемориальном комплексе Братские могилы[5].

## Награды и память
- Герой Советского Союза (медаль № 1659);
- орден Ленина;
- орден Отечественной войны I степени;
- орден Красной Звезды.